# Elisabeth Dörr
Elisabeth Charlotte Dörr (auch: Elisabeth Ch. Dörr; * 20. Dezember 1931; † 2. Juni 2018) war eine deutsche Industriekauffrau, Übersetzerin, Heimatforscherin und Autorin. Sie lebte und arbeitete in Eppingen.
Ihr Nachlass wurde einer gemeinnützigen Stiftung überführt, die in Eppingen Projekte und Bauten unterstützt hat.
In der Südstadt gibt es eine nach ihr und ihrem Mann benannte Kindertagesstätte: "Städtisches Kinderhaus Eppingen Elisabeth und Jakob Dörr / Kinderhaus Hellberg, Südring 65 und 67".

## Werke
- Ein teuflischer Genuß. Industrie- und Kulturgeschichte der Zigarre am Beispiel der Fa. Kurzenberger & Kirsch, Eppingen/Baden. Verlagshaus Eppingen, Eppingen 1994, ISBN 3-931015-00-9.
- Der schwarze Heiner. 1871–1949. Bauer – Ketzer oder Revolutionär. Ein Lebensbild aus dem alten Kraichgau. Verlagshaus Eppingen, Eppingen 2000, ISBN 978-3-931015-01-5.
- Bahnstation Eppingen in Frieden und Krieg. Verlagshaus Eppingen, Eppingen 2004, ISBN 3-931015-02-5.
- Alt-Eppingen in Bildern. Foto(s) von Alice Hammer, Zeichnungen von Ernst Würfel. Heimatfreunde Eppingen, Eppingen 2007, ISBN 978-3-930172-18-4.
- Die Anfänge der CDU im Kreis Sinsheim und in Eppingen. Überblick. Verlagshaus Eppingen, Eppingen 2008, ISBN 978-3-931015-05-3.